# Терец (канонерская лодка)
«Терец» — канонерская лодка Черноморского флота.

## Постройка и начало службы
Канонерская лодка «Терец» строилась по чертежам удачного «Манчжура». Зачислена в списки судов Черноморского флота 30 января 1886 года, заложена 18 мая 1886 года на эллинге РОПиТ в Севастополе, спущена на воду 30 ноября 1887 года, вступила в строй в 1888 году.
С 1889 по 1900 год периодически служила в Средиземном море, входя в состав российской эскадры. В октябре 1893 канонерская лодка - часть Русской эскадрой, которая посещает французский флот в Тулоне, чтобы запечатывать Франко-русский союз. Она получает приказ капитаном Лощинским. В 1900 прошла ремонт и модернизацию, а с 1901 использовалась в качестве учебного корабля. В 1905 году канлодка приняла активное участие в подавлении восстания на крейсере «Очаков». На «Терце» находились в основном строевые квартирмейстеры, поэтому корабль остался верным правительству и первым открыл огонь по портовому катеру, перевозившему мятежников на крейсер. После потопления катера «Терец» обстрелял мятежный миноносец «Свирепый» и нанёс ему сильные повреждения. Следующей целью стал сам «Очаков», который был подожжён совместным огнём правительственной эскадры. Под угрозой обстрела с канонерской лодки был затоплен командой минный транспорт «Буг».
В 1912 году канонерская лодка «Терец» прошла ремонт и перевооружение.

## Участие в Первой Мировой и Гражданской войне

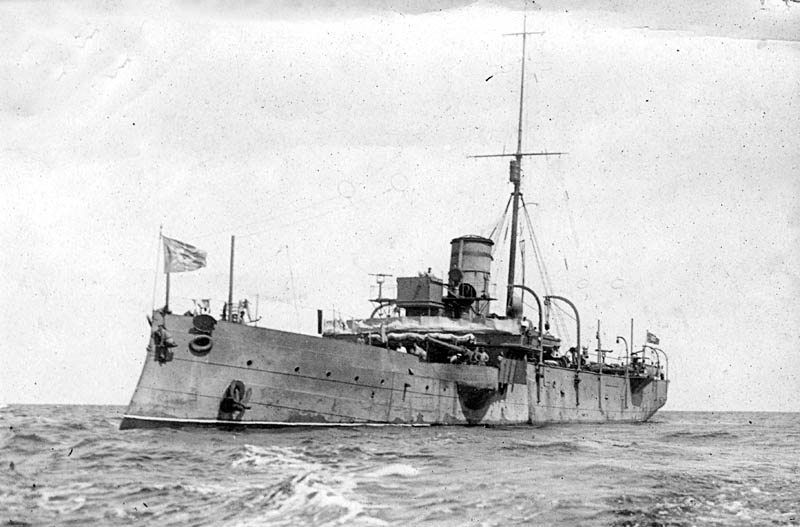
Канонерская лодка «Знамя Социализма» (бывший «Терец») в 1923 году

До 1916 года «Терец» входил в отряд обороны северо-западного побережья Чёрного моря и иногда привлекался для оказания огневой поддержки войскам совместно с Батумским отрядом.
С августа 1916 года «Терец» в составе отряда канонерских лодок действовал в составе Дунайской флотилии, поддерживая огнём сухопутные войска. За время кампании на Дунае канонерская лодка (как и «Донец») полностью расстреляла стволы орудий, что приводило к сильному снижению меткости выстрелов.
18 января 1918 года перешла на сторону Советской власти. 1 мая 1918 года была захвачена германскими войсками в Севастополе. 14 декабря 1918 года захвачена англо-французскими интервентами. С апреля 1919 года входила в состав Морских сил Юга России.
Зимой 1919—1920 года в ходе Обороны Крыма ВСЮР канлодка «Терец» совместно с 200—300 стрелками Сводно-Стрелкового полка удерживала правый фланг белых на Арабатской стрелке. Лодка не могла уйти со своей позиции и её экипаж перенес тяжелую зимовку во льдах.

…В самые тяжелые периоды нашей боевой деятельности канонерская лодка «Терец» оказывала и продолжает оказывать самую широкую поддержку по защите наших позиций на Арабатской Стрелке.

— констатировал в приказе № 53 командир 3-го армейского корпуса генерал-лейтенант Я. А. Слащев.
24(6) декабря 1919(20) года «Терец» получил приказ о боевой готовности для срочного выхода в Азовское море.
27(9) декабря 1919(20) года «Терец» вышел из бухты Севастополя.
29(11) декабря 1919(20) года прибыл в Керчь.
30(12) декабря 1919(20) года «Терец» — на позиции у Арабатской стрелки и дал первые залпы орудий по противнику.
6(19) января 1920 года — закончился уголь, а к вечеру и вода.
15(28) января 1920 года к Терцу подошел ледокол «Гайдамак» и канонерская лодка «Грозный» и пополнили запасы Терца.
17(30) января 1920 года «Терец» зажат во льдах и унесен на мель.
В марте 1920 года была тяжело повреждена в бою с бронепоездом РККА.
В середине апреля 1920 года, когда сошел лёд, пробоины были заделаны, вода выкачана и «Терец» был снят с мели и уведен в Севастополь.

Ревели гудки, развевались флаги, кричали «ура!». Главнокомандующий генерал Врангель посетил «Терец» и благодарил команду за верную службу Родине. Все офицеры были произведены в следующий чин, команда получила Георгиевские кресты из рук Главнокомандующего.

После ремонта была модернизирована и с 1922 года стала называться «Знамя Социализма». В 1931 разоружена и использовалась для нужд ЭПРОН; впоследствии разобрана.